# Yuzuki Akiyama

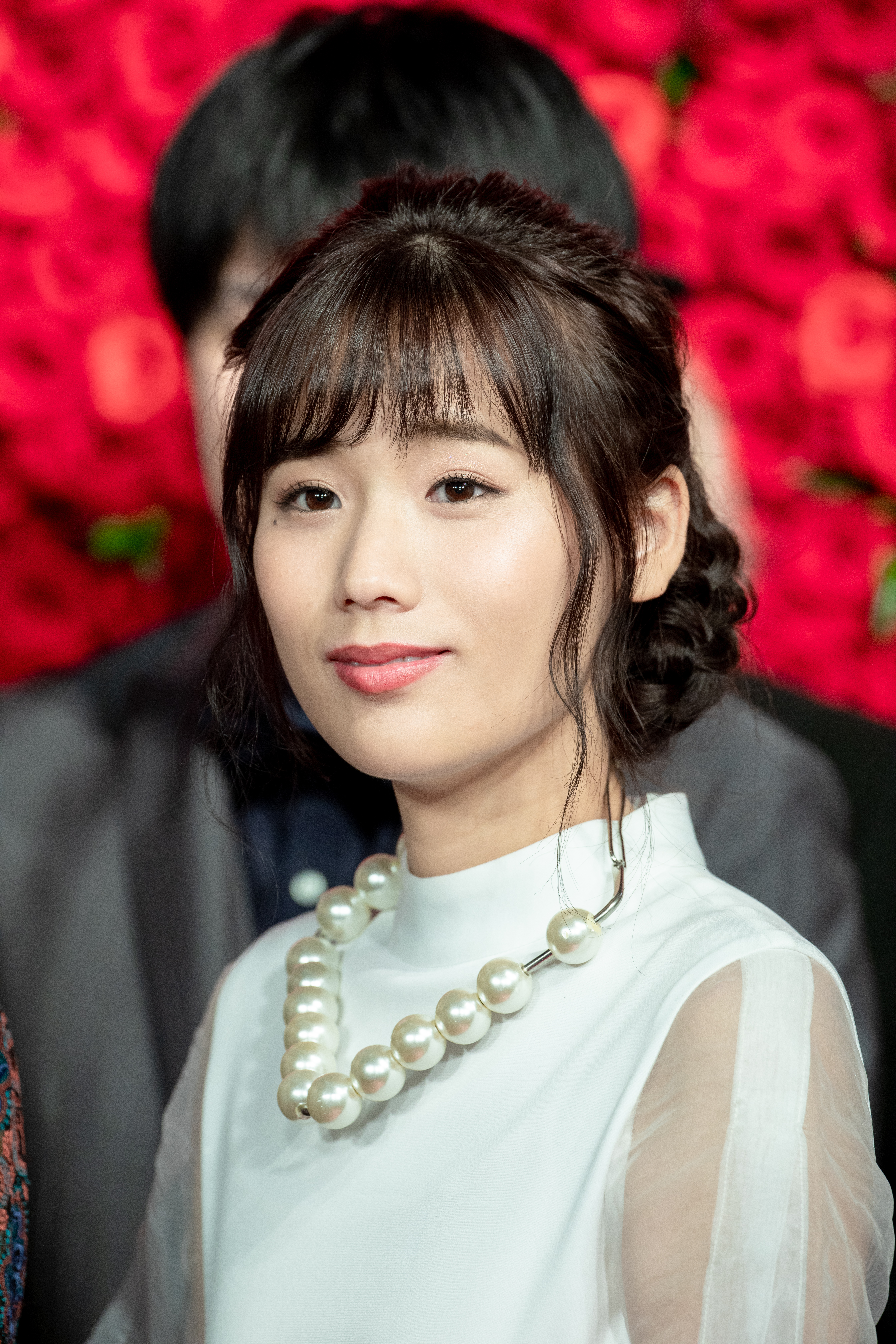
Yuzuki Akiyama, 2018

Yuzuki Akiyama (japanisch 秋山 ゆずき Akiyama Yuzuku; * 14. April 1993 in Saitama) ist eine japanische Schauspielerin.

## Leben und Karriere
Akiyama begann ihre Karriere 2008 als Junior-Idol unter dem Künstlernamen Yuzuki Hashimoto. Später wechselte sie zur Theaterarbeit und änderte 2012 ihren Künstlernamen. Bekanntheit erlangte sie 2017 für ihre Rolle in One Cut of the Dead. Anschließend trat sie 2019 in der Serie Queen auf. Außerdem spielte sie 2024 in dem Film God of Curling mit. Im selben Jahr bekam Akiyama eine Rolle in Love is Outdated.

## Filmografie
Filme
- 2017: One Cut of the Dead
- 2024: God of Curling
- 2024: Love is Outdated

Serien
- 2019: Queen